# Jacques Tardi
Jacques Tardi és un dibuixant de còmics francès, nascut el 30 d'agost de 1946 a Valença, Droma. Sovint se'l coneix simplement com a Tardi. Té un estil similar al d'Hergé, el creador de Tintin. És el creador de l'heroïna Adèle Blanc-Sec i d'altres antiherois en contextos de fulletó o bé d'antibel·licistes.

## Biografia
Tardi era fill d'un militar que estava destinat a Alemanya, motiu pel qual hi va créixer. El seu pare va viure els horrors de la Segona Guerra Mundial, i això va fer que el seu pare abandonés l'exèrcit, aquest fet va marcar el treball de Tardi com a autor.
Es va graduar a l'École nationale des Beaux-Arts de Lió i a l'École nationale supérieure des arts décoratifs de París. Comença a escriure còmics el 1969, a la revista d'estil franco-belga Pilote. Inicialment il·lustrava historietes de Jean Giraud i Serge de Beketch, abans de crear la seva pròpia sèrie Rumeur sur le Rouergue el 1972.
Autor molt versàtil, Tardi va adaptar novel·les del controvertit escriptor Louis-Ferdinand Céline o del novel·lista Léo Malet. Ha fet novel·les gràfiques antibel·licistes: C'était la guerre des tranchées, Le trou d'obus, Putain de Guerre... i sobre la Comuna de París: Le cri du peuple.

## Obra i publicacions
L'obra de Jacques Tardi, tant si és amb guions propis, com en els d'altres, busseja, en la figura de l'antiheroi, de l'individu perdedor i inadaptat. La seva obra és una obra d'un estil molt personal, i no es deixa influenciar per les conjuntures, el seu grafisme busca la profunditat en el contrast entre el negre i la llum, amb una especial cura dels ambients.
- Adieu Brindavoine seguida de La fleur au fusil (Casterman, 1974)
- Le démon des glaces (Casterman, 1974), ISBN 2-205-00857-9
- La véritable histoire du soldat inconnu (Futuropolis, 1974)
- Mouh Mouh (Pepperland, 1979)
- Déprime (Futuropolis, 1981)
- Le trou d'obus (Imagerie Pellerin, 1984), ISBN 2-86207-073-4
- C'était la guerre des tranchées (Casterman, 1993), ISBN 2-203-35905-6
- Les Aventures extraordinaires d'Adèle Blanc-Sec (Casterman, 1976–2007)
- # Adèle et la bête (1976), ISBN 2-203-30501-0
- # Le démon de la Tour Eiffel (1976), ISBN 2-203-30502-9
- # Le savant fou (1977), ISBN 2-203-30503-7
- # Momies en folies (1978), ISBN 2-203-30504-5
- # Le secret de la salamandre (1981), ISBN 2-203-30506-1
- # Le noyé à deux têtes (1985), ISBN 2-203-30507-X
- # Tous des monstres! (1994), ISBN 2-203-30508-8
- # Le mystère des profondeurs (1998), ISBN 2-203-30509-6
- # Le labyrinthe infernal (2007), ISBN 2-203-00736-2
- Elise i els nous partisans  (2021). Guió: Dominique Grange. Dibuix: Tardi

### Adaptacions
- Jeux pour mourir de la novel·la de Géo-Charles Véran (Casterman, 1992), ISBN 2-203-35902-1
- Nestor Burma, de la novel·la de Léo Malet (Casterman, 1982–2000)
- # Brouillard au pont de Tolbiac (Casterman, 1982), ISBN 2-203-33413-4
- # 120, rue de la Gare (Casterman, 1988), ISBN 2-203-34302-8. Published in English as The Bloody Streets of Paris ISBN 0-7434-7448-1
- # Une gueule de bois en plomb (Casterman, 1990), ISBN 2-203-34802-X
- # Casse-pipe à la Nation (Casterman, 1996), ISBN 2-203-39903-1
- # M'as-tu vu en cadavre? (Casterman, 2000), ISBN 2-203-39925-2
- Le cri du peuple, based on a novel by Jean Vautrin (Casterman, 2001–2004)
- # Les canons du 18 mars (2001), ISBN 2-203-39927-9
- # L'espoir assassiné (2002), ISBN 2-203-39929-5
- # Les heures sanglantes (2003), ISBN 2-203-39930-9
- # Le testament des ruines (2004), ISBN 2-203-39931-7
- Le petit bleu de la côte ouest, based on a novel by Jean-Patrick Manchette (Les Humanoïdes Associés, 2005). Published in English as West Coast Blues, ISBN 978-1-60699-295-1

### Treball artístic
- Rumeur sur le Rouergue (scenario de Pierre Christin) (Gallimard, 1976)
- Polonius (scenario de Picaret) (Futuropolis, 1977)
- Griffu (scenario de Jean-Patrick Manchette) (Square, then Dargaud, then Casterman, 1978)
- Ici Même (scenario de Jean-Claude Forest) (Casterman, 1979), ISBN 2-203-33401-0. Published in English as You Are There ISBN 978-1-60699-294-4
- Tueur de cafards (scenario de Benjamin Legrand) (Casterman, 1984), ISBN 2-203-33803-2
- Grange bleue (scenario de Dominique Grange) (Futuropolis, 1985)
- Le sens de la houppelande (scenario de Daniel Pennac) (Futuropolis, 1991), ISBN 2-7376-2739-7
- Un strapontin pour deux (scenario de Michel Boujut) (Casterman, 1995)
- L'évasion du cheval gris (scenario de Verrien) (Sapristi, 1996)
- Sodome et Virginie (scenario de Daniel Prevost) (Casterman, 1996), ISBN 2-207-24487-3
- Le der des ders (scenario de Didier Daeninckx) (Casterman, 1997), ISBN 2-203-39906-6
- Varlot soldat (scenario de Didier Daeninckx) (L'Association, 1999), ISBN 2-84414-010-6
- La débauche (scenario de Daniel Pennac) (Futuropolis, 2000), ISBN 2-07-078800-8

### Scenario
- Le voyage d'Alphonse (artwork by Antoine Leconte) (Duculot, 2003)

### Quadern d'esbossos
- Mine de plomb (Futuropolis, 1985)
- Chiures de gommes (Futuropolis, 1985)
- Tardi en banlieue (Casterman, 1990), ISBN 2-203-38018-7
- Carnet (JC Menu, 2001), ISBN 2-84414-099-8

### Novel·les il·lustrades
Céline adaptacions:
- Voyage au bout de la nuit (Futuropolis, 1988), ISBN 2-7376-2615-3
- Casse-pipe (Futuropolis, 1989), ISBN 2-7376-2658-7
- Mort à crédit (Futuropolis, 1991), ISBN 2-7376-2703-6

Adaptacions de Jules Verne :
- Un prêtre en 1839 (Cherche Midi, 1992), ISBN 2-86274-247-3
- San Carlos (Cherche Midi, 1993), ISBN 2-86274-267-8

### Novel·la
- Rue des Rebuts (Alain Beaulet, 1990)

### Llibres sobre Tardi
- Olivier Maltret, Presque tout Tardi (Sapristi, 1996), ISBN 2-911429-01-X
- Michel Boujut, Tardi par la fenêtre (Christian Desbois, 1996)